# Fazekas-hegyi Felső-barlang
A Fazekas-hegyi Felső-barlang a Duna–Ipoly Nemzeti Park területén lévő Fazekas-hegyen, Budapest II. kerületében található egyik barlang.

## Leírás
A barlang bejárata a Budapest II. kerületében elhelyezkedő Fazekas-hegy Ny-i oldalába mélyített, már nem működő kőbányában van. Könnyen elérhető a kőfejtő személygépkocsival, mert a Torda utcának majdnem a kőfejtőnél van vége. A Fazekas-hegyi Felső-barlang hasadék alakú, természetes jellegű, vízszintes tengelyirányú, 2,5 m széles és 3,4 m magas bejárata a kőbánya D-i részén lévő sziklafalban, 5–6 m magasan fekszik. A Budai Tájvédelmi Körzetben lévő barlangbejárat a kőfejtőben az egyetlen olyan barlangbejárat, amely már messziről észrevehető, mert nem takarja el növényzet. Nem kell nagy ügyesség, nagy sziklamászó jártasság a barlanghoz történő néhány méteres felkapaszkodáshoz. A Fazekas-hegyi Felső-barlang alatt, a sziklafal tövében helyezkedik el a Fazekas-hegyi-barlang. Határozott törés mentén húzódik mindkét barlang, össze lehetne bontani őket egymással.
A felső triász dachsteini mészkőben keletkezett Fazekas-hegyi Felső-barlang 17 m hosszú, 5,5 m magas, 0 m mély, 5,5 m függőleges kiterjedésű és 9,8 m vízszintes kiterjedésű. Az üreg karsztvízszint alatti oldódás, korrózió és omlás miatt jött létre. Lépcsőzetesen emelkedő, hasadék jellegű üreg, amelyben sok nagy omladéktömb van. Ezek mind a mennyezet felépítésében, mind az aljzat kialakításában szerepet kapnak. (Az alatta található Fazekas-hegyi-barlang mennyezetének legnagyobb része omladékból áll szintén, emiatt feltételezhető összekapcsolhatóságuk.) A kisebb-nagyobb kőzettömbökön, valamint kőzettörmeléken kívül a száraz, morzsalékos, agyagos kitöltés a jellemző. A barlang megtekintésekor óvatosan kell közlekedni az omlásveszély miatt.
A barlangban kevés a képződmény, csak elülső részén van kevés, jellegtelen borsóköves kéreg, de ez poros, száraz és színtelen. A barlang belső részén láthatók sima, szépen oldott-koptatott felületű, hullámzó kőnyelvszerű szálkőformák (pendant?), valamint kis gömbfülkeszerű oldásformák. Ezeknek az oldásformáknak a felszínén jól látszódnak a befoglaló kőzetben található mészvázú élőlények (kagylók, csigák) héjának metszetei. A barlang bejárati részén látványosan tárul fel a platformkarbonát üledékes szerkezete: kipreparálódott állapotában tanulmányozható a Lofer-ciklus algagyepes kifejlődése. A hasadék térformájú barlang aljzata emelkedik, lépcsős és jellemző szelvénytípusa a hasadék szelvény. Az engedély nélkül megtekinthető barlang könnyű sétával megközelíthető és könnyen járható. A barlangbejárat eléréséhez némi sziklamászó tudás szükséges.

## Kutatástörténet
Az 1963. évi Karszt- és Barlangkutatási Tájékoztatóban, a BEAC Barlangkutató Csoportjának 1962. évi munkájáról szóló jelentésben az van írva, hogy 1962-ben a csoport tagjai a Fazekas-hegyen (Hűvösvölgyben), a Torda utcára néző kőfejtőben található dachsteini mészkő tektonikus hasadékában hévizes nyomokat találtak. A földtani térképek szerint a környéken van édesvízi mészkő. A hasadékban lévő, lemezes kalcit és a környéken felfedezhető édesvízi mészkő jelenlétéből hévizes kialakulású barlang létezésére következtettek a csoporttagok. A hasadékból, a hasadék bejáratától ferdén lefelé kb. 10 m-t tudtak bejárni. Hévizes nyomok jelentkeztek a hasadék végén, ahol néhány méterre továbbláttak az omladéktömbök között. A Fazekas-hegyen végzett munkát abbahagyták, mert életveszélyes volt. A munkát csak akkor tudják folytatni, ha megfelelő felszereléssel rendelkeznek.
Az 1964. évi Karszt- és Barlangkutatási Tájékoztatóban az olvasható, hogy a Budapest II. kerületében elhelyezkedő Fazekas-hegyen található egy kőfejtő, amely a Torda utcára tekint. A kőfejtőben lévő dachsteini mészkő tektonikusan preformált hasadékaiban van egy kis kőfülke, amelyet a közelben lakók pincének használnak. A BEAC Természetjáró Szakosztály Barlangkutató Csoportja 1962-ben kezdte el a kőbányában a feltáró munkát, egy hévizes eredetű üregrendszer kibontását. A csoport tagjai folytatták 1963-ban a munkát a Fazekas-hegyen. Kb. 360 óra alatt 10 m³ törmeléket távolítottak el és így kb. 10 m-t haladtak előre. Munkavégzéskor történt egy kis baleset. A baleset miatt csak biztosítással tudták volna folytatni a munkát, de mivel nem voltak meg ehhez az anyagi eszközeik, ezért ideiglenesen befejezték a munkát. Elkezdték a hely kőzettani és ásványtani feldolgozását, a terület pontos felmérését, beszintezését és feltérképezését. Minden bizonnyal tavasszal befejezik a térképkészítő munkát.
Az 1964-ben kiadott, Geológiai kirándulások Budapest környékén című könyvben szó van arról, hogy a Fazekas-hegyen, az Uzsoki utca és a Tordai utca kereszteződésénél lévő nagy kőfejtőben megfigyelhető a víz nagy, korróziós munkája. A kőbányában található hasadékok, fej, sőt annál is nagyobb üregek, melyek egy része pár méter mély, járható méretű és általában kürtőben végződik, jelzik, hogy a kéregmozgások miatt kialakult repedéseket a felszíni víz oldó hatása tágította.
Hasadékok, üregek, barlangok vannak a régi nagy mészkőbánya ÉK-i falán. Ezek mutatják a víz korróziós munkáját azokon a helyeken, ahol korábban mélyebbreható kéregmozgás történt. Az Uzsoki utca 7. számú ház felett magára vonja a figyelmet 3 nagyobb üreg. Ezek közül mászható a DNy-ra lévő. A kőfejtő K-i sziklafalán cseppkőhalmaz látható, amely felett egy kb. 5 m magas, 0,6–0,8 m széles víznyelő bejárata feketéllik. Itt és a közelében lévő helyeken érdemes volna óvatos bontással megbizonyosodni arról, hogy vannak-e itt nagyobb üregek, esetleg barlang is. A sok, barlangi agyagos törmelék lezárja az utat.
1985. október 17-én a Barlangtani Osztály elkészítette a Fazekas-hegyi Felső-barlang alaprajz térképét, hosszmetszet térképét és 3 keresztmetszet térképét. A térképek 1:100 méretarányban mutatják be a barlangot. Az alaprajz térképen látható a 3 keresztmetszet elhelyezkedése a barlangban. A térképlapon jelölve van az É-i irány. A térképek alapján a barlang 17 m hosszú és 8 m magas, a barlangbejárat 2,6 m széles és 3,5 m magas.
A Fazekas-hegyi Felső-barlang 2004. augusztus 28-án készült nyilvántartólapja szerint a barlang a 4732-es barlangkataszteri területen, Pest megyében, Budapesten, a Budai-hegységben helyezkedik el. A 249 m tszf. magasságban található barlangbejárat koordinátái: 244592 (x), 643054 (y). A felső triász dachsteini mészkőben keletkezett, részletesen felmért barlang 17 m hosszú, 5,5 m magas, 0 m mély, 5,5 m függőleges kiterjedésű és 9,8 m vízszintes kiterjedésű. A barlang bejárásakor Gazda Attila a barlang belső részén némi denevérguanót észlelt, de a denevért nem látta. A barlang alapadatai BTI kataszteri felvétel alapján lettek megállapítva. Groma Klára 2011. évi kéziratában meg van említve, hogy a Budapest II. kerületében, az 50136 helyrajzi számú területen lévő és 4732-8 barlangkataszteri számú Fazekas-hegyi Felső-barlang védett, 17 m hosszú, 5,5 m függőleges kiterjedésű, 0 m mély és 5,5 m magas.